# Csempész-barlang
A Csempész-barlang Magyarország megkülönböztetetten védett barlangjai között van. Az Aggteleki Nemzeti Park területén található. A barlang az Aggteleki-karszt és a Szlovák-karszt többi barlangjával együtt 1995 óta a világörökség része. Szögliget megkülönböztetetten védett három barlangja közül az egyik.

## Leírás
Szögliget központjától északkeletre, négy kilométerre, a Szögligetről Körtvélyesre vezető murvás út, amely turistaút is, bal oldalától nem messze, az államhatár mellett, attól 25–30 méterre, az államhatár csücskétől nyugatra, a 32.4-es sorszámú határkő közelében, erdőben, hegyoldalban, kis méretű, tölcsérszerű mélyedésben, sziklakibúvásban nyílik. Ahol az államhatár néhány méteren keresztül az úton halad, majd arról ismét elválik, ott nyugati irányban a határsávot kell követni. Néhány turistatérkép jelöli helyét barlangjellel és nevének kiírásával. Bejárata könnyen észrevehető, természetes, másfél méter széles, öt méter magas és hasadékszerű. A bejárat tengelyiránya lejtő.
A barlang középső triász és felső triász wettersteini mészkőben keletkezett. Kialakulását korróziónak, befolyó víznek, leszivárgó víznek és karsztvízszint alatti oldódásnak köszönheti. Elágazó térformájú. Járatai lejtősek. Jellemző szelvénytípusai a hasadékszelvény és az alagútszelvény. Vízszintes kiterjedése 30 méter. Morfológiai nagyformái a kürtő és a tört, omlott felületek. Morfológiai kisformái a gömbüst és a mennyezeti csatorna. Sok benne az oldott és legömbölyített falforma.
Az alagútszerű bejárati folyosó 1,5–2 m széles és 5–6 m magas. Van benne egy négy méter széles és 10 méter hosszú terem, amelyben nagyméretű, már nem fejlődő cseppkőlefolyások figyelhetők meg. A terem zugait a csempészek használhatták. A barlang cseppkövei közül sokat megrongáltak. Függőcseppkövek, szalmacseppkövek, cseppkőzászlók, farkasfogas cseppkőlécek, cseppkő-bekérgezések, cseppkőbaldachinok, heliktitek és korall borsókövek, típusos (gömbös) borsókövek, huzatborsókövek is képződtek falain. Különböző denevérfajok telelnek benne, de denevérvédelmi szempontból nem veszélyeztetett barlang. Borz is előfordul járataiban. Barlangjáró alapfelszereléssel és csak engedéllyel látogatható. Valószínűleg gyakran látogatták, látogatják, amiről a sok falfelirat tanúskodik a lezáratlan barlangban.
Szögliget megkülönböztetetten védett három barlangja közül az egyik, a másik kettő a Csörgő-forrásbarlang és a Pérecs-nyelő.
Előfordul a barlang az irodalmában Butyka-völgyi-barlang (Kordos 1984), Butyka-völgyi barlang (Vlk 2019), Butyka völgyi barlang (Csernavölgyi, Hegedűs, Molnár 1977), Butykavölgyi barlang (Bertalan 1976) és Csempész barlang (Csernavölgyi 1973) neveken is. 1957-ben volt először Csempész-barlangnak nevezve a barlang az irodalmában.

## Kutatástörténet
Dudich Endre 1932-ben megjelent könyve lehet, hogy ezt a barlangot említi. A 163. oldalon az olvasható, hogy Derenk közelében van egy cseppkőbarlang. Az első leírás, amely biztos hogy ezt a barlangot említi, 1957-ből származik. Ebben a kéziratban az van írva, hogy a barlang hossza kb. 30 m és mélysége 12 m. Először egy meredek és inaktív víznyelőbarlangnak van említve, amelynek a vízgyűjtő területe É felé lefejeződött, majd vitatott eredetűnek van bemutatva. A szerző szerint érdemes lenne részletesen átkutatni.
1973-ban a Tektonik Barlangkutató Csoport kutatta a barlangot. Ebben az évben Csernavölgyi László, Csöndör Gyula és Szabó M. felmérték a barlangot, majd Csernavölgyi László a felmérés alapján megszerkesztette a barlang alaprajz térképét és 7 keresztmetszet térképét. Az 1975-ben megjelent, Jakucs László által szerkesztett útikalauzban az olvasható, hogy a rövid Csempész-barlang a határ beszögellése mellett nyílik. A Bertalan Károly által írt, 1976-ban befejezett kéziratban lévő 76. számú cédulán szó van arról, hogy a Szögligeten, az Alsó-hegyen elhelyezkedő Butykavölgyi barlang másik neve Csempész barlang. A barlang bejárata Derenktől É-ra 1,4 km-re, a Vidomáj-pusztáról Jabloncára vezető elhanyagolt országút bal oldalán, közvetlenül az államhatárnál, 390 m tszf. magasságban van. A barlang kb. 30 m hosszú és 12 m mély. A barlang egy meredek és inaktív víznyelő, amelynek É-ra lefejeződött a vízgyűjtő területe. A kézirat barlangot ismertető része két irodalmi mű alapján lett írva.
Az 1977. január 30-án készült, egy 1973. július 21-ei bejáráson alapuló szpeleográfiai terepjelentés szerint a barlang kitöltéséből a feltáró kutatás során csontok kerültek elő. A barlangban borz, róka és nyúl csontokat és tetemmaradványokat találtak. A barlang alaprajzi hossza 44 m, a barlang tényleges hossza 50 m, vízszintes kiterjedése 25 m, függőleges kiterjedése pedig 8 m. A kézirat a barlang jelenleg is használt nevén kívül két névváltozatát is megemlíti és mellékelve van hozzá az 1973-ban készült térkép. Az 1984-ben kiadott, Magyarország barlangjai című könyv országos barlanglistájában szerepel az Aggteleki-karszton lévő barlang Butyka-völgyi-barlang néven Csempész-barlang névváltozattal. A listához kapcsolódóan látható az Aggteleki-karszt és a Bükk hegység barlangjainak földrajzi elhelyezkedését bemutató 1:500 000-es méretarányú térképen a barlang földrajzi elhelyezkedése.
1993. október 29-én Sásdi László, Ádám Bence és Kovács Richárd mérték fel a barlangot, majd Sásdi László a felmérés alapján megszerkesztette a barlang alaprajz térképét, kiterített hosszmetszet térképét és 4 keresztszelvény térképét. Az alaprajz térképen látható a 4 keresztszelvény elhelyezkedése a barlangban. A barlang 1995 óta az Aggteleki-karszt és a Szlovák-karszt többi barlangjával együtt a világörökség része. A Nyerges Attila által 1997-ben készített szakdolgozatban meg van említve a Csempész-barlang (Butyka-völgyi-barlang) az Alsó-hegy magyarországi részének árvízi barlangjai és forrásbarlangjai között. A 2006. évi Vespertilioban közölt tanulmány szerint egy nagy patkósdenevért és négy kis patkósdenevért észleltek 1998. január 3-án a szögligeti barlangban Boldogh Sándor és Szenthe István. 2003. január 17-én egy nagy patkósdenevért figyeltek meg a barlangban Boldogh Sándor, Bihari Zoltán és Mihalik Imre. 
Az Aggteleki Nemzeti Park Igazgatóság működési területén lévő, 5451/15 nyilvántartási számú Csempész-barlang, 2006. február 28-tól, a környezetvédelmi és vízügyi miniszter 8/2006. KvVM utasítása szerint, megkülönböztetett védelmet igénylő barlang. A Boldogh Sándor által írt, 2007-ben megjelent tanulmányában az olvasható, hogy a Csempész-barlang 74,9 m hosszú és 17,9 m mély. Az Aggteleki Nemzeti Park Igazgatóság működési területén lévő, 5451-15 kataszteri számú Csempész-barlang, 2012. február 25-től, a vidékfejlesztési miniszter 4/2012. (II. 24.) VM utasítása szerint, megkülönböztetetten védett barlang. 2016 májusában Borzsák Sarolta a barlang 1993-ben készült térképét kiegészítette. Megszerkesztette a barlang alaprajz térképét, hosszmetszet térképét és keresztmetszet térképeit. A térképlap szerint a barlang 79 m hosszú és 27 m mély. A Borzsák Sarolta által 2016-ban készített, a barlang állapotáról szóló kézirat alapján a barlang bejárati szelvényének bal oldalán 1 m magasan azonosító tábla látható.
Az Alsó-hegy karsztjelenségeiről szóló, 2019-ben kiadott könyvben az olvasható, hogy a Csempész-barlang (Butyka-völgyi barlang) 79 m hosszú és 27 m mély. A barlang azonosító számai: Szlovákiában 059, Magyarországon 5451/15. A könyvben publikálva lettek a barlang 1993-ban készült térképei. A barlangot 1993-ban Sásdi László, Ádám Bence és Kovács Richárd mérték fel, majd 1993-ban Sásdi László a felmérés alapján megrajzolta a barlang térképeit. A térképeket 2016-ban Luděk Vlk digitalizálta. A kiadványhoz mellékelve lett az Alsó-hegy részletes térképe. A térképet Luděk Vlk, Mojmír Záviška, Ctirad Piskač, Jiřina Novotná, Miloš Novotný és Martin Mandel készítették. A térképen, amelyen fekete ponttal vannak jelölve a barlangok és a zsombolyok, látható a Csempész-barlang (5451/15, 059) földrajzi elhelyezkedése.

## További irodalom
- Boldogh Sándor – Estók Péter (szerk.): Földalatti denevérszállások katasztere I. [Catalogue of underground bat roosts in Hungary I.]. Aggteleki Nemzeti Park Igazgatóság, Jósvafő, 2007. 178. old. ISBN 978 963 87082 1 2
- Füredi Géza jelentése. Kézirat, 1955. (Bertalan Károly kézirata hivatkozik erre a kéziratra.)